# Japanska invasionen av Malaya
Japanska invasionen av Malaya (även kallat slaget vid Kota Bharu) började strax efter midnatt den 8 december 1941 (lokal tid) innan attacken mot Pearl Harbor. Det var den första stora slaget i Stillahavskriget, och utkämpades mellan markstyrkor ur den brittisk-indiska armén och Kejsardömet Japan.
Kota Bharu, huvudstad i Kelantanprovinsen på Malaysias nordöstra kust, var 1941, Royal Air Forces (RAF:s) och Royal Australian Air Forces (RAAF:s) flygbas i norra Malaya. Det fanns ett flygfält vid Kota Bharu och två till på Gong Kedah och Machang. Japanska förluster var betydande på grund av sporadiska australiska flygattacker, indiska kustbefästningar och artillerield.